# Teorema de Dini
O Teorema de Dini, nomeado assim em homenagem ao ilustre matemático italiano do século XIX, Ulisse Dini, é um importantíssimo resultado de Análise real que caracteriza a convergência de sequências de funções dentro de um compacto de {\displaystyle \mathbb {R} }, i.e., um fechado e limitado.
Enunciado :    Seja {\displaystyle X\subset \mathbb {R} } compacto (fechado e limitado). Se uma sequência de funções contínuas {\displaystyle f_{n}:X\rightarrow \mathbb {R} } converge monotonicamente para uma função contínua {\displaystyle f:X\rightarrow \mathbb {R} }, então a convergência é uniforme.
Demonstração: Dado {\displaystyle \varepsilon >0}, considere, para cada {\displaystyle n\in \mathbb {N} }, o seguinte conjunto:
{\displaystyle K_{n}=\{x\in X/\vert f_{n}(x)-f(x)\vert \geq \varepsilon \}}
Como {\displaystyle f_{n}} e {\displaystyle f} são contínuas e {\displaystyle X} é fechado, pois é compacto, segue-se que para cada {\displaystyle n}, {\displaystyle K_{n}} é um subconjunto fechado de {\displaystyle X}, pois pode ser visto , para cada {\displaystyle n\in \mathbb {N} } como imagem inversa da função {\displaystyle g:X\rightarrow \mathbb {R} } abaixo definida:
{\displaystyle g_{n}(x)=\vert f(x)-f_{n}(x)\vert }
Observe que {\displaystyle g_{n}:X\rightarrow \mathbb {R} } é contínua para cada {\displaystyle n}, pois é a composição da função módulo e da diferença das funções {\displaystyle f} e {\displaystyle f_{n}} para cada  {\displaystyle n\in \mathbb {N} }.
Observe também que o conjunto {\displaystyle [\varepsilon ,\infty )} é fechado de {\displaystyle \mathbb {R} }, pois seu complementar, {\displaystyle (-\infty ,\varepsilon )} é aberto.
Logo,
{\displaystyle K_{n}=g^{-1}([\varepsilon ,\infty ))}
Logo, {\displaystyle K_{n}} é fechado, e por ser subconjunto de um compacto, é compacto para cada {\displaystyle n\in \mathbb {N} }
Como a sequência {\displaystyle (f_{n})_{n\in \mathbb {N} }} é monótona (não-decrescente) , teremos que {\displaystyle K_{1}\supset K_{2}\supset \cdots \supset K_{n}\supset \cdots }, pois de outro modo a sequência {\displaystyle (f_{n})_{n\in \mathbb {N} }} não convergiria monotonicamente para {\displaystyle f}.
Mas, observe que:
{\displaystyle \bigcap {K_{n}}=\varnothing }
pois suponha, ab absurdo que {\displaystyle x\in K_{n}} para todo {\displaystyle n\in \mathbb {N} }.
Ora, isto implicaria
{\displaystyle \vert f_{n}(x)-f(x)\vert \geq \varepsilon ,(\forall x)}
para todo n, o que implicaria na não-convergência da sequência, Q.E.A..
Sendo:
{\displaystyle \bigcap {K_{n}}=\varnothing }
concluímos que existe {\displaystyle n_{0}\in \mathbb {N} } tal que {\displaystyle K_{n_{0}}=\varnothing }.
Suponha que não ocorresse isto. Então ocorreria que, {\displaystyle \forall n\in \mathbb {N} ,K_{n}\neq \varnothing }. Então poderíamos construir uma sequência  que não admitiria subsequência convergente, o que seria absurdo pois os {\displaystyle K_{n}}'s são sequencialmente compactos.
Logo, {\displaystyle n>n_{0}\Rightarrow J_{n}=\varnothing }, ou seja, {\displaystyle n>n_{0}\Rightarrow \vert f_{n}(x)-f(x)\vert <\varepsilon } para todo {\displaystyle x\in X}.
Logo, a convergência é uniforme.
Q.E.D.